# Valsgård
Valsgård is een plaats in de Deense regio Noord-Jutland, gemeente Mariagerfjord. De plaats telt 978 inwoners (2008).